# Nobiltà di spada
Con il termine nobiltà di spada (noblesse d'épée) si iniziò ad indicare, nella Francia del XVI secolo, la nobiltà di estrazione cavalleresca di antica origine, occupante le tradizionali funzioni militari e detentrice della ricchezza fondiaria, altrimenti definita con le espressioni noblesse de race e noblesse ancienne. Tale ceto coesisteva con la cosiddetta nobiltà di toga o di servizio, di creazione regia recente e impiegata nella burocrazia. Questa distinzione, inizialmente applicata in ambito francese, si estese in seguito a buona parte dell'Europa. Quale reazione al processo di accentramento dei poteri dello Stato nelle mani del monarca assoluto e della progressiva perdita di prerogative del ceto della nobiltà di spada va inquadrata in ambito francese la fronda dei principi (1649-53).
La progressiva marginalizzazione politica ed economica della nobiltà di spada fu un fenomeno che caratterizzò i nascenti Stati europei. La contrapposizione tra nobiltà di spada e di toga non era solo motivata dal conflitto tra ceti, inteso ad affermare il primato tra le due diverse concezioni di nobiltà. Essa era infatti motivata da ragioni più profonde, come evidenziato da Roland Mousnier nel caso francese. Tali ragioni erano riconducibili a due diverse concezioni di Stato, una basata su una struttura funzionale e moderna, l'altra ancorata alla tradizione medievale. I fautori di quest'ultima concezione di ordine sociale videro progressivamente ridotte le loro prerogative e il proprio peso politico. Gilles-André de La Roque de La Lontière scrisse sulle differenti categorie nobiliari nel suo trattato Traité de la noblesse et de ses différentes espèces, pubblicato nel 1678. L'opera cerca di definire quali siano le fonti di legittimazione della nobiltà tradizionale e riconosce la crisi del ceto della nobiltà di spada nel contesto politico francese dominato dall'assolutismo regio.

## La nobiltà di spada nell'analisi storiografica
Il rinnovato interesse storiografico relativamente alla nobiltà europea ha prodotto a partire dal secondo dopoguerra diversi studi sull'argomento. Tali opere hanno peraltro evidenziato una certa resilienza di questo ceto alle mutate circostanze sociali, riscontrando come la distinzione tradizionale tra nobiltà di spada e di toga divenisse progressivamente sempre più sfumata a causa di matrimoni contratti tra esponenti di diversa estrazione e dell'ingresso di esponenti della nobiltà di spada nell'amministrazione statale e in altri ambiti non tradizionali, quali l'industria e il commercio. Tale approccio ha avuto in Franklin Lewis Ford uno dei suoi principali esponenti. Altri autori hanno fatto propria la ricostruzione di Ford, tra questi il francese François Bluche. Jonathan Dewald, nella sua opera Formation of a Provincial Nobility: The Magistrates of the Parlement of Rouen, 1499-1610, evidenzia questa sovrapposizione nel suo studio sulle magistrature della città di Rouen. Simili conclusioni vengono fatte da James B. Wood, in The Nobility of the Election of Bayeux, 1463-1666: Continuity Through Change. L'opera analizza in maniera capillare le caratteristiche della nobiltà in un distretto amministrativo della Normandia. Infine, Laurent Bourquin, in Noblesse seconde et pouvoir en Champagne aux XVIe et XVIIe siècles , fornisce un resoconto sui connotati della nobiltà di spada "intermedia" (distinta dai grandi feudatari come dalla piccola nobiltà) del XVII secolo nello Champagne, evidenziando la sua evoluzione nell'arco di cinque generazioni. 
Nondimeno altri storici, tra cui possiamo menzionare Bailey Stone, William Doyle e Jay M. Smith, hanno in qualche misura confutato con i loro studi alcune delle interpretazioni e ricostruzioni di Ford, esaminando, ad esempio, la composizione del Parlamento di Parigi nel periodo del regno di Luigi XVI ed evidenziando le differenze in termini di interessi politici e di formazione culturale tra esponenti della nobiltà di toga e di spada. Da questi studi emerge una preminenza della nobiltà di spada alle soglie della Rivoluzione francese nella rappresentanza del Secondo Stato.
Il peso della nobiltà, sia di spada che di toga, nella politica, nella burocrazia e in ambito militare si ridimensiona in Francia con l'emergere, in un processo già iniziato nel XVIII secolo, ma velocizzato con la rivoluzione e con il primo impero, di una categoria sociale descritta appropriatamente da Pierre Bourdieu con il termine noblesse d'État, una classe di funzionari e tecnici formatisi nelle grandes écoles.